# Karol Hryniewiecki
Karol Hryniewiecki (ur. 13 grudnia 1841 w Pulszach, zm. 14 kwietnia 1929 we Lwowie) – polski duchowny rzymskokatolicki, działacz polityczny II RP, biskup diecezjalny wileński w latach 1883–1889, od 1891 arcybiskup tytularny Perge, poseł na Sejm Litwy Środkowej (marszałek senior).

## Życiorys
Urodził się 13 grudnia 1841 w Pulszach. Kształcił się w gimnazjum w Białymstoku. Studiował w seminarium duchownym w Mińsku Litewskim i w Akademii Duchownej w Petersburgu. Walczył w powstaniu styczniowym. 21 listopada 1867 został w Petersburgu wyświęcony na prezbitera.
Pracował jako wikariusz w Orszy, gdzie równocześnie był kapelanem i nauczycielem religii w miejscowym instytucie szlacheckim. Od 1869 zajmował stanowisko profesora Akademii Duchownej w Petersburgu, prowadząc zajęcia z archeologii biblijnej, obrzędów i śpiewu kościelnego, prawa kanonicznego i historii Kościoła. Od 1879 piastował urząd rektora petersburskiego seminarium metropolitalnego. W 1877 został kanonikiem, a w 1879 prałatem kapituły mohylewskiej.
15 marca 1883 papież Leon XIII mianował go biskupem diecezjalnym diecezji wileńskiej. Święcenia biskupie otrzymał 7 maja 1883 w kościele św. Katarzyny Aleksandryjskiej w Petersburgu. Udzielił mu ich arcybiskup metropolita warszawski Wincenty Teofil Chościak-Popiel w asyście Aleksandra Kazimierza Bereśniewicza, biskupa diecezjalnego kujawsko-kaliskiego, i Tomasza Teofila Kulińskiego, biskupa diecezjalnego kieleckiego. Ingres odbył 7 czerwca 1883. Na początku 1885 za występowanie z protestami przeciwko nasileniu działań rusyfikacyjnych i ograniczaniu praw Polaków przez władzę carską został aresztowany i zesłany do Jarosławia nad Wołgą, skąd został zwolniony w 1889 z zakazem powrotu do diecezji podlegającej jego jurysdykcji. 30 grudnia 1889 ustąpił z urzędu biskupa wileńskiego.
W 1890 przez Galicję wyjechał do Rzymu, gdzie 19 stycznia 1891 został mianowany arcybiskupem tytularnym Perge. Następnie udał się na kurację do Szwajcarii, po czym powrócił na stałe do Galicji, gdzie był proboszczem w Tuchowie i Zazulach, asesorem kurii metropolitalnej we Lwowie i kanonikiem kapituły lwowskiej. Sfinansował budowę kościołów w Kniażem, Podlipcach, Pustomytach oraz Zazulach, gdzie ponadto ufundował szkołę i ochronkę. Z powodu sprzeciwu Episkopatu Stanów Zjednoczonych nie doszedł do skutku jego wyjazd do Chicago, gdzie miał pełnić funkcję duszpasterza polskich emigrantów. W 1922 został wybrany do Sejmu Wileńskiego z ramienia Zespołu Stronnictw i Ugrupowań Narodowych, przewodniczył w pierwszym dniu posiedzenia jako marszałek senior. W tym samym roku był członkiem delegacji Sejmu Wileńskiego do Warszawy z petycją o przyłączenie Litwy Środkowej do Polski.
Konsekrował biskupa pomocniczego Tyraspolu Antona Zerra (1883). Asystował podczas sakry biskupa diecezjalnego łuckiego i żytomierskiego Szymona Marcina Kozłowskiego (1883), biskupa diecezjalnego sandomierskiego Antoniego Franciszka Sotkiewicza (1883), biskupa pomocniczego sejneńskiego Józefa Hollaka (1883) i biskupa pomocniczego lwowskiego Józefa Webera (1895).
Zmarł 14 kwietnia 1929 we Lwowie. 20 kwietnia 1929 został pochowany w grobowcu przy kościele w Zazulach. W latach 50. XX w. jego grób został zniszczony z polecenia komunistycznych władz.

## Odznaczenia
W 1922 naczelnik państwa Józef Piłsudski „za wybitne zasługi dla sprawy narodowej w latach niewoli” nadał mu Wielką Wstęgę Orderu Odrodzenia Polski.